# Ontherus mexicanus
Ontherus mexicanus là một loài bọ cánh cứng trong họ Bọ hung (Scarabaeidae).